# Parque natural del Turia
El parque natural del Turia (en valenciano Parc Natural del Túria) es un espacio natural protegido español situado en la provincia de Valencia, Comunidad Valenciana. El conjunto muestra un paisaje dinámico y variado con una notable diversidad de hábitats y especies de fauna y flora. 
El río Turia-Guadalaviar y su ribera, de gran interés ecológico, bosques mediterráneos de pinar y matorral y la huerta valenciana de origen medieval son ambientes representativos de esta área natural.

## Geografía
La zona alberga importantes elementos de patrimonio geológico e histórico. Entre ellos destacan yacimientos de la edad de Bronce (Poblado de la Loma de Betxí); los restos de un gran acueducto de época romana; y de época visigoda (castro fortificado de Valencia la Vella) podemos encontrar formaciones jurásica y miocenas, y una gran infraestructura arquitectónica (como azudes, acequias, acueductos y embalses) utilizada para aprovechar el agua del río Turia con fines agrícolas.  

### Municipios comprendidos
El ámbito geográfico propiamente del parque natural del Turia incluye los términos municipales de:
- Cuart de Poblet
- Manises
- Paterna
- Ribarroja del Turia
- La Eliana
- Villamarchante
- Benaguacil
- Liria
- Pedralba

Aunque Valencia ciudad no tiene término municipal dentro del parque natural, sí que cuenta con zonas de Benicalap y Campanar influenciadas por el Parque, puesto que son zonas de transición en las que no se pueden actuar urbanísticamente.

## Historia
La decisión de proteger el Bajo Turia se llevó a cabo en el año 2006, aunque la idea surgió de la sociedad civil hace más de una década. De las asociaciones de vecinos, colectivos ecologistas y grupos ciudadanos, que empezaron agrupados en una coordinadora para defender el bosque de la Vallesa, tras el gran incendio del 94, y acabaron levantando la vista.
El Consell abrió en julio del 2006 la declaración del segundo parque natural del área metropolitana de Valencia después de La Albufera. Un proceso que culminó el 13 de abril de 2007. El Parque del Turia tendrá 4480 hectáreas, 35 kilómetros de largo, comenzará en Cuart de Poblet y remontará el río, atravesando los términos de Manises, Paterna, Ribarroja del Turia, La Eliana, Benaguacil, Liria y Villamarchante hasta llegar a Pedralba. Comprenderá tres masas boscosas -la Vallesa, Les Rodanes y La Pea- y las riberas del Turia. Y se extiende en una zona sometida a una importante presión urbanística con los PAI aprobados (como en Benaguacil) y grandes obras públicas en proyecto (el segundo by pass y la presa de Villamarchante, incluida en el Plan Hidrológico Nacional, el del trasvase del Ebro).
El tramo de cauce y riberas del río Turia, situado entre los municipios de Pedralba y Paterna, es uno de los últimos pulmones forestales que sobrevive en la zona del área metropolitana de Valencia. En este espacio se produce el encuentro entre los relieves orográficos del Sistema Ibérico y la llanura aluvial del río Turia, configurando un paisaje plano, con la referencia del cauce y la ribera del río, rodeado de suaves ondulaciones atravesadas por barrancos que confluyen en el cauce.

### Coordinadora en Defensa de los Bosques del Turia
La Coordinadora en Defensa de los Bosques del Turia es un conjunto de asociaciones de todo tipo y gente de los pueblos y ciudades del entorno del río Turia, y por tanto también del parque natural del Turia, un espacio vital y que ha sido declarado recientemente como Espacio Natural Protegido.
La Coordinadora ha tenido mucho que ver con esta declaración y protección, pues han sido los ciudadanos y vecinos de estas poblaciones, que organizados en forma de una federación de asociaciones y personas físicas, han venido trabajando, luchando, promoviendo y divulgando sus valores de todo tipo y reivindicando esta protección desde 1994.
La declaración de parque natural ha sido un éxito de la Coordinadora que el 27 de julio del 2006 empezaba a tomar forma con la reunión mantenida con el Consejero de Territorio y Vivienda de la Generalidad Valenciana Esteban González Pons.
Por fin se declara el parque natural del Turia con los DECRETOS 43/2007 y 42/2007, de 13 de abril, del Consejo, por el que se aprueba el parque natural del Turia y el Plan de Ordenación de los Recursos Naturales del Turia respectivamente.

## Geomorfología
El parque natural del Turia se sitúa en una zona de transición entre las sierras circundantes y la llanura que se extiende hacia la desembocadura del río. La morfología general del relieve está formada por un sistema de llanos y pequeños cerros o colinas. La orografía (o elevación) más abrupta se encuentra al oeste del Parque en los montes del Palmeral y de la Pea. Los montes de Les Rodanes y de la Vallesa son las últimas lomas (elevación natural del terreno de poca altura) rodeadas de llanos, antes de llegar a las llanuras próximas a la desembocadura del río Turia.

## Litología
El suelo de los montes de la Vallesa y de la Pea son calizos y destacan por sus característicos colores grisáceos y blanquecinos. Sin embargo, el de Les Rodanes es pobre en base. Está formado por rocas de sílice y es de color rojo (Rodeno). A lo largo de todo el Parque, se encuentra una gran abundancia de suelos del cuaternario, suelos originados por los depósitos de materiales arrastrados por ríos, barrancos y ramblas.

## Vegetación

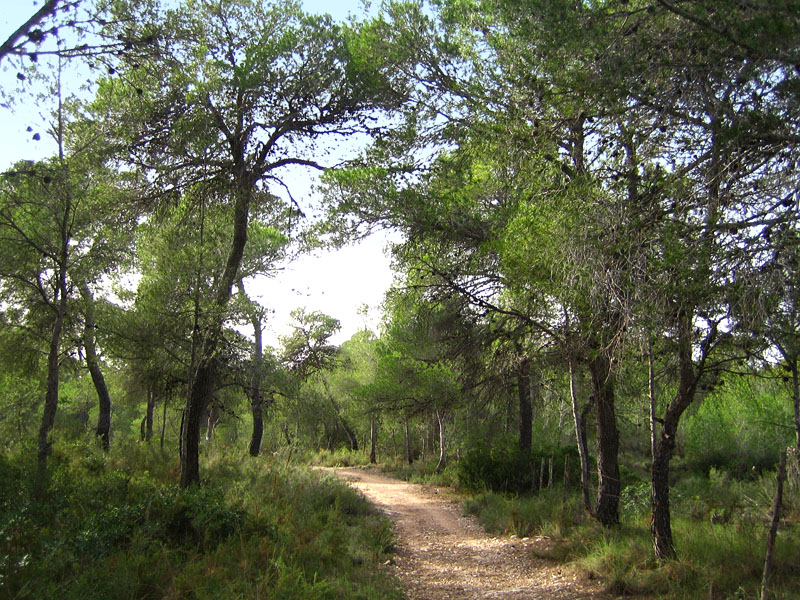
Bosque de pino mediterráneo de la Vallesa.

La vegetación del parque natural del Turia presenta una gran biodiversidad: casi 1.200 taxones (grupos) entre especies, subespecies e híbridos, según la publicación “Flora vascular del Parc Natural del Túria” de la Generalitat Valenciana.
La mano del hombre ha alterado la estructura de la cubierta vegetal del Parque. Los cambios de uso del suelo, la proliferación de especies exóticas invasoras, los incendios forestales y los antiguos aprovechamientos de maderas y leñas son algunas de las causas de que en la actualidad las formaciones forestales que existan correspondan a pinadas secundarias de pino carrasco (Pinus halepensis), localizadas en la mayor parte de lomas y cerros que conforman el espacio natural protegido. En las pinadas crece un estrato arbustivo con una gran diversidad de especies, entre los que destacan el romero (Salvia rosmarinus), el aladierno (Rhamnus alaternus), el tomillo (Thymus vulgaris), el espliego (Lavandula latifolia), la coscoja (Quercus coccifera), la aliaga (Ulex parviflorus) y el lentisco (Pistacia lentiscus). La presencia de la carrasca (Quercus ilex subsp. Rotundifolia) es menos común, mientras que el acebuche (Olea europaea) o el algarrobo (Queratonia siliqua) son mucho más abundantes. Además, la existencia de suelos rojizos enriquece la biodiversidad, puesto que aparecen especies como el madroño (Arbutus unedo), el brezo blanco (Erica arborea) y el cantueso (Lanvandula stoechas).
La vegetación de ribera y, en concreto, su bosque se han visto recluidos a pequeños bosquetes y pies aislados de las especies de árboles y arbustos que lo conforman por un mar de cañas (Arundo donax). Las especies más representativas del bosque de ribera son el chopo (Populus nigra; Populus deltoides), el álamo (Populus alba), los sauces (Salix neotricha, Salix purpuera, Salix eleagnos, Salix atrocinerea, Salix fraglis), los tamarindos (Tamarix canariensis), los olmos (Ulmus minor), las zarzamoras (Rubus ulmifolius). A lo que hay que sumar pies de almez (Celtis australis) o plataneros (Platanus hispánica) introducidos por el ser humano. Además, en barrancos y ramblas destaca la presencia del baladre (Nerium oleander) y el mirto (Myrtus communis).
Los endemismos ibérico-valencianos o especies con diversos grados de protección en el “Catálogo de Especies de Flora Amenazadas de la Comunitat Valenciana” son abundantes en los diferentes ecosistemas del parque natural. Merecen especial atención las siguientes: la clematítide (Aristolochia clematitis) y la Jara de Cartagena (Cistus heterophillus subsp. cartaginensis), etiquetadas como en “Peligro de extinción”; Garidella nigellastrum y Lupinus mariae-josephae (conocida popularmente como tramussera valenciana), catalogadas como “Vulnerables”; algunas orquídeas como la Serapia parviflora y la Anthyllis lagascana, incluidas como “Protegidas no catalogadas”; o Teucrium edetanum, con un área de distribución muy pequeña e incluida como “Vigilada”.

## Fauna
La fauna del parque natural es muy rica en biodiversidad. La comunidad científica cita más de 400 especies animales. 
- Mamíferos: los científicos del parque natural del Turia han citado en total 32 especies de mamíferos. Algunas de las más comunes son las garduñas, las ginetas, los erizos y los conejos. La nutria o algunos murciélagos son mamíferos protegidos por estar en peligro.
- Aves: 107 especies de aves nidifican en el Parque. El águila perdicera, cuya supervivencia está amenazada, anida en los cortados del río y es una especie emblemática de este espacio natural protegido.
- Anfibios: encontramos 5 especies de anfibios en la ribera del río. Entre ellos, la rana común, el sapo común o el sapo partero, un grupo afectado por la contaminación de las aguas y la pérdida de sus charcas temporales.
- Peces: es el grupo con mayor representación de especies exóticas en la fauna del Parque. El gobio, el perca sol o el black bass son algunos ejemplos. En total, 14 especies de peces viven en el río Turia, una de ellas es la madrilla del Turia, que solo vive en dos ríos del mundo (el Turia y el Mijares), o la anguila que, si no fuera por las repoblaciones, habría desaparecido por no existir conexión física entre el agua del río y el agua del mar.
- Reptiles: el reptil más amenazado en la ribera es el galápago leproso que tiene que competir con galápagos exóticos. También el lagarto ocelado o fardatxo está disminuyendo su población. Numerosas especies de culebras se dejan ver en las épocas más calurosas del año, como la culebra bastarda o la culebra de escalera.
- Invertebrados: es difícil cuantificar con exactitud las especies de invertebrados que viven en el parque natural del Turia. Por mencionar solo algunos ejemplos: caracoles, abejas, avispas, hormigas, arañas, ciempiés, mariposas, lombrices, gambas, cangrejos, moscas, mosquitos y pulgas. Los científicos han encontrado 228 especies de invertebrados, pero seguro que muchísimas más serán citadas en el futuro.